# Elsevier
Elsevier B.V. (phát âm tiếng Hà Lan: [ɛlzəviːr]) là một công ty xuất bản học thuật, xuất bản tài liệu y học và khoa học. Elsevier là thành viên của Tập đoàn RELX (trước năm 2015 được biết đến với tên Reed Elsevier). Elsevier có trụ sở tại Amsterdam, công ty đã hoạt động tại Vương quốc Anh, Hoa Kỳ, Mexico, Brazil, Tây Ban Nha, và nhiều nơi khác.
Elsevier xuất bản hàng năm 2000 tạp chí với khoảng 350.000 bài báo. Tài liệu lưu trữ của Elsevier chứa hơn 13 triệu tài liệu. Tổng số lượt tải hàng năm lên tới 750 triệu lượt.
Trong năm 2014, Elsevier báo cáo tỷ suất lợi nhuận khoảng 37% trên tổng doanh thu 2,48 tỷ £. Lợi nhuận cao và chính sách thực hành áp đặt quyền tác giả của Elsevier đã gây nhiều chỉ trích từ các nhà nghiên cứu khoa học.

## Lịch sử

### Elsevier 1580-1713
Nhà xuất bản và bán sách "Elsevir và Gia đình", sau này là Elsevier, được Louis Elsevier (1542-1617) lập ra vào năm 1580. Louis Elsevier là một người đóng sách và bán sách từ Leuven / Flanders ở Leiden, nơi ông bán sách khoa học chủ yếu là tiếng Latin cho mục đích giảng dạy học tập. Năm 1638 một chi nhánh được mở tại Amsterdam. Công ty gia đình bán chủ yếu là sách khoa học với các ngôn ngữ khác nhau, trong số đó có sách của Galileo, Descartes và Joseph Justus Scaliger, là người quen biết của gia đình Elsevier. Từ năm 1583 đến 1712 có đến 14 thành viên gia đình này làm xuất bản và bán sách.
Isaac Elsevier, cháu trai của Louis, là người đầu tiên theo nghề in ấn sách, đã lập Nhà in đại học ở Leiden. Isaac thiết kế biểu tượng "cây đu" (Ulmenbaum) vào năm 1620 mà ngày nay vẫn sử dụng làm thương hiệu của Elsevier. Từ năm 1622 đến 1680 công ty cố ảnh hưởng lớn nhất châu Âu trong nghề in và xuất bản. Đến đầu thế kỷ 17 Elsevier đã khai trương tại Frankfurt am Main, Paris, London, Venice và Copenhagen. Công ty lúc này là tập hợp các công ty con tự lập hoạt động liên kết. Năm 1681 chi nhánh Amsterdam đóng cửa. Năm 1712 thành viên cuối cùng của gia đình chết, không có hậu thế dẫn đến năm 1713 đóng cửa toàn bộ.

### Elsevier hiện nay
Elsevier hiện nay được George Jacobus Robbers thành lập năm 1880. Robbers, một nhà sách Hà Lan, lấy tên của Elsevier và logo của công ty cho nhà xuất bản mới của mình ở Rotterdam. Năm 1887 nhà xuất bản chuyển đến Amsterdam và ở đó đến ngày nay. Trong số các ấn phẩm vào những năm đầu có các tác phẩm của Jules Verne và Dekkers Max Havelaar. Vào thế kỷ 19 tên gọi Elsevier trở nên đồng nghĩa với những cuốn sách định dạng nhỏ mà bạn có thể bỏ túi.
Năm 2013, Elsevier mua lại Mendeley, một công ty của Vương quốc Anh sản xuất phần mềm quản lý và chia sẻ các tài liệu nghiên cứu. Mendeley, trước đây là một nền tảng mở để chia sẻ nghiên cứu, đã bị chỉ trích rất nhiều về việc mua bán mà người dùng coi là cách tiếp cận "tường phí" đối với tài liệu nghiên cứu. Hệ thống chia sẻ mở trước đây của Mendeley hiện chỉ cho phép trao đổi các tài nguyên có tường phí (paywall) trong các nhóm riêng tư. Tờ New Yorker mô tả lý do Elsevier mua Mendeley là để đạt được cả 2 mục tiêu: có được dữ liệu người dùng và để "phá hủy hoặc bắt chước một biểu tượng khoa học mở đang đe dọa mô hình kinh doanh của họ".

## Ấn hiệu
Ấn hiệu là nhãn hiệu trong xuất bản. Elsevier sử dụng các ấn hiệu để tiếp thị cho các phân khúc khách hàng khác nhau.
Sản phẩm hàng đầu của Elsevier bao gồm các tạp chí như The Lancet và Cell, cuốn sách như Gray Anatomy, bộ sưu tập tạp chí điện tử ScienceDirect, các loạt tập san "Xu hướng" (Trends), "Quan niệm hiện tại" (Current Opinion), và cơ sở dữ liệu trích dẫn trực tuyến Scopus.
Một số tạp chí tiêu biểu:
- Annals of Emergency Medicine
- Applied Radiation and Isotopes
- Cell
- Chemosphere
- Current Biology – tất cả các lĩnh vực của sinh học
- Economics Letters
- Icarus
- International Journal of Hydrogen Energy
- Journal of Catalysis
- Journal of Chromatography
- Journal of Economic Theory
- Journal of Environmental Psychology
- Journal of Operations Management
- Journal of Organometallic Chemistry
- Nuclear Physics
- Physica
- Physics Letters
- Renewable Energy
- Renewable and Sustainable Energy Reviews
- Spectrochimica Acta
- Tetrahedron Letters
- The Journal of Chemical Thermodynamics
- The Lancet
- Thermochimica Acta

## Những chỉ trích
Elsevier bị chỉ trích nhiều trong lĩnh vực xuất bản tạp chí, liên quan đến lợi nhuận cao và chính sách thực hành quyền tác giả mang tính áp đặt. 

### Giá cả
Robert Darnton chỉ ra rằng thuê bao hàng năm một tạp chí Elsevier là Tetrahedron Letters hiện có giá 39.082 USD, và nhiều ấn phẩm của Elsevier trong năm 2009 đạt lợi nhuận 1,1 tỷ USD, trong khi đó các thư viện trường đại học đã phải đối mặt với việc cắt giảm ngân sách quyết liệt.
Các nhà khoa học và cán bộ thư viện đã nhiều lần kêu gọi tẩy chay tạp chí của Elsevier. Ví dụ, những người hỗ trợ các kiến nghị của "Deutsche Forschungsgemeinschaft" (Hiệp hội nhà nghiên cứu Đức) đưa ra, rằng các kết quả nghiên cứu được tài trợ công cộng phải được tiếp cận mở. Một số trường đại học ở Stuttgart và Karlsruhe đã tạm thời hủy bỏ và tẩy chay tất cả các tạp chí của các nhà xuất bản này. Trung tâm Toán học tại Đại học Kỹ thuật München đã công bố ngày 02 tháng 5 năm 2012 rằng "do các chi phí không đáng có và các điều khoản sử dụng [...] nên tất cả các tạp chí Elsevier hủy bỏ thuê bao từ năm 2013 trở đi." Tại Đại học California, Santa Cruz vào cuối năm 2003 và Đại học Stanford tháng 2 năm 2004, các nhà nghiên cứu kêu gọi là không gửi bài báo cho các tạp chí Elsevier, không đưa đánh giá bài theo Peer Review, và chấm dứt sự tham gia trong biên tập.

### Hành vi chống lại các học giả đăng bài trực tuyến
Digimarc, một công ty đại diện cho Elsevier, gần đây đã yêu cầu Đại học Calgary cần gỡ bỏ các bài báo của các tác giả là giảng viên trên trang web của trường, mặc dù tự lưu trữ các bài báo chuyên ngành có thể là hợp pháp theo quy định giao dịch công bằng trong luật bản quyền của Canada. Đại học Harvard và đại học California, Irvine cũng nhận được thông báo cần gỡ bỏ các bài báo khoa học tự lưu trữ.

### Cuộc tẩy chay "Chi phí của tri thức"
Năm 2003 cán bộ thư viện các trường đại học khác nhau bắt đầu phối hợp với nhau để phàn nàn về "vấn đề lớn" liên quan đến tạp chí Elsevier, trong đó Elsevier cung cấp một gói đăng ký tạp chí cho các thư viện với chi phí nhất định, nhưng các thư viện tuyên bố không có lựa chọn kinh tế để đăng ký chỉ thuê bao các tạp chí phổ biến với chi phí tương đương với chi phí trong gói.

### Bán bài báo truy cập mở
Năm 2014 đã phát hiện sự việc Elsevier bán một số bài báo có quyền truy cập mở, nhưng bị đặt phía sau bức tường phí (paywall). Năm 2015 khi Elsevier thu phí tải một bài báo truy cập mở từ một tạp chí do John Wiley & Sons xuất bản. Tuy nhiên, điều không rõ ràng là Elsevier có vi phạm bản quyền hay không, vì bài báo được công bố trên trang web của họ.

### Tranh cãi vụ kiện Sci-Hub và LibGen
Năm 2015 Elsevier đệ đơn kiện chống lại các trang web Sci-Hub và LibGen, là các trang web mở miễn phí các bài viết được bảo vệ bản quyền. Elsevier cũng tuyên bố truy cập trái phép vào tài khoản tổ chức .
Một nhóm các nhà nghiên cứu, nhà văn, và các nghệ sĩ đã viết một bức thư ngỏ hỗ trợ cho việc làm của Sci-Hub và LibGen .